# 刘苏里
劉蘇里（1960年10月31日—），男，北京人，中國书店经营者、学者，万圣书园创办人和总经理。

## 生平
毕业于北京大学和中国政法大学。中国政法大学政治系研究生毕业后，留校任教，中国共产党党员。1989年时，刘苏里与妻子昌竞如育有一子。他在六四事件中较为活跃，时任“首都各界爱国维宪联席会议”联络部部长。经历6月4日的清场。6月5日，他与同在中国政法大学执教的北大毕业生陈小平计划发表退党声明，并预备“投案”后进行法庭斗争。两人计划被好友吴仁华劝阻。刘、陈随吴仁华回到吴的家乡温州苍南县避风。三人在6月8日抵达苍南县。但在6月10日，刘、陈二人即从苍南县启程，回到北京“投案”。抵达北京后，刘苏里即被捕，投入秦城监狱。妻子昌竞如在六四事件后，抵达美国。昌竞如为释放刘苏里，在中国驻美大使馆前进行抗议，引起媒体广泛注意。吴仁华引用好友徐征的说法，“国安曾找他谈话，暗示会从宽处理刘苏里，要他转告昌竞如停止抗议活动，否则会影响处理结果”。1991年2月，司法机关对刘苏里免于起诉。但获释后，中国政法大学开除刘苏里的公职。
1993年，刘苏里和前妻甘琦在北京市海淀区共同创办万圣书园。现经营书园之余，亦为多家报刊撰写专栏、书评。据吴仁华所述，刘苏里曾在2010年10月22日的回家途中遭遇北京国安人员，因反抗挣扎，导致腰椎压缩性骨折。“原因是他的好友刘晓波荣获诺贝尔和平奖”。2011年时，其妻为张焕萍。
自2016年访问美国期间，在看到共和党初选辩论中的特朗普后，刘苏里便开始赞美特朗普，称其“回归美国的建国原则”。据刘苏里称，特朗普清晰简洁地表达了自己的政策和挑战政治正确的意愿，给他留下了深刻印象。他表示，特朗普决意无视外交惯例，拒绝多邊主義，这暴露了现行国际体系存在漏洞，需要重新构建。